# Каллінік IV Константинопольський
Каллінік IV (грец. Καλλίνικος Δ΄), при народженні Костянтин Маврікій (грец. Κωνσταντίνος Μαυρίκιος), (1713—1791) — Вселенський патріарх Константинопольський протягом кількох місяців у 1757 році, письменник і вчений.
Каллінік IV іноді числиться як Каллінік III, оскільки його попередник Каллінік, який був обраний у 1726 році, але помер, не вступивши на престол, іноді не зараховується до числа патріархів.

## Життя
Костянтин Маврікій (Каллінік — його релігійне ім'я) народився в Загорі, Греція, в 1713 році, а в 1728 році він переїхав до Стамбула. У 1740 р. був висвячений на диякона, а 28 серпня 1741 р. призначений Великим протосинкелом Патріархії. 23 вересня 1743 р. він був призначений митрополитом Проїлавським (т. Брейла, Румунія), на цій посаді він залишався до 1748 року, коли повернувся до Стамбула.
Його роки в Стамбулі були відзначені полемікою в православній спільноті про те, чи потрібно наверненим з Римо-Католицької та Вірменської Апостольської Церкви перехрещуватися. Ці громади були особливо численними після Османсько-венеційської війни, під час якої Османська імперія знову завоювала контрольований Венецією Пелопоннес.
Прихильниками недійсності католицького та вірменського хрещення, а отже й необхідності повторного хрещення, були патріарх Кирило V, якого підтримували деякі вчені, такі як Євгеній Бульгаріс та Євстратій Аргенті, а також значна частина населення, підбурювана демагогічним ченцем Ауксентіосом. Опозицію до повторного хрещення склала більша частина митрополитів на чолі з Каллініком. Їхня позиція була зумовлена не поступливістю латинянам, а радше тим, що вони вважали повторне хрещення нововведенням, не передбаченим давніми канонами та суперечним літургійній практиці.
Коли 28 квітня 1755 року Священний Синод проголосував проти позицій Кирила V, останній відправив на заслання членів Священного Синоду, які були проти його поглядів. Каллініка переслідували, і йому довелося втекти. У 1755 році Кирило V видав свій офіційний «Орос (Фоліант) Святої Великої Церкви Христової», який вимагав повторного хрещення для всіх навернених у будь-якому випадку.
У 1756 році Каллінік знайшов притулок у французькому посольстві в Стамбулі, і тут він отримав велику суму грошей, яка була передана султану Осману III. Це призвело до усунення Кирила та до призначення Каллініка на патріарха т16 січня 1757 року. Однак його призначення зустріло рішучий спротив натовпу, і його інтронізацію можна було відсвяткувати лише в присутності османських солдатів. Після церемонії натовп безуспішно намагався схопити його. Цей спротив Каллініку перешкоджав будь-якій його спробі відставити Орос, і його становище було настільки важким, що він був змушений піти у відставку 22 липня 1757 року на користь Серафима II, який залишався нейтральним у цьому питанні.
Після відставки Каллінік був засланий на Лімнос, а потім на Синай, де жив у монастирі святої Катерини. У цій обов'язковій резиденції він працював у старовинній бібліотеці монастиря. У січні 1761 року він утік і повернувся на вбивство в Стамбулі, де він домігся прощення, і в жовтні 1763 року він повернувся до свого рідного міста, Загори.
Останній період його життя пройшов у Загорі, де він заснував місцеву бібліотеку і присвятив себе патристиці та письменництву. Помер у Загорі 1791 року.